# Giovanni Commare
Giovanni Commare (Campobello di Mazara, 1948) è uno scrittore italiano, che per l'editoria scolastica ha collaborato con RCS Sansoni Editore, e con Edisco.

## Biografia
Ha esordito con Presenti e invisibili, Feltrinelli, Milano 1978, in collaborazione con Chiara Sommavilla, saggio inchiesta di rilievo; dopo svariate altre pubblicazioni, ha pubblicato in Francia, per L'Harmattan, il saggio Le sonnet italien au XX siècle: mort et résurrection (in Le sonnet au risque du sonnet, L'Harmattan, Paris 2006), con buoni riscontri critici. 

Il libro poetico La lingua batte (con prefazione di Marino Biondi e una nota di Davide Sparti, Passigli Editori, Firenze 2006), presenta il particolare aspetto del mistilinguismo; la prefazione Allegria del caos è stata scritta da Marino Biondi, dell'università di Firenze.
Suoi racconti e articoli sono usciti in Linea d'ombra, Paragone, e in altre riviste.